# Vandbrunrod
Vandbrunrod (Scrophularia umbrosa), ofte skrevet vand-brunrod, er en flerårig plante i maskeblomst-familien. Den ligner knoldet brunrod, men er 80-120 centimeter høj, uden knoldformet opsvulmet jordstængel og med tydelig vingekant på stænglen.
I Danmark er vandbrunrod temmelig almindelig i den sydligste del på skygget, våd og næringsrig bund og langs vandløb. Den blomstrer i juni til september.